# Antinoöpolis
 Antinoöpolis (in het Koptisch Ansena) is een oude stad in Egypte. 
De stad werd op 30 oktober 130 door de Romeinse keizer Hadrianus gesticht als eerbewijs aan zijn in de Nijl verdronken geliefde Antinoüs. 
De stad zou zijn gevestigd nabij de plek waar de favoriet van de keizer was verdronken. Omdat Hadrianus en Antinoüs geliefden waren dompelde de dood van de jongen de keizer in diepe rouw. Het lichaam werd op Egyptische wijze gebalsemd, gemummificeerd en in een gouden sarcofaag gelegd. Antinoüs werd tot god verklaard. Rondom de god Antinoüs ontstond een cultus die zich snel over het gehele Romeinse Rijk verspreidde. In de stad die zijn naam droeg waren vanzelfsprekend vele Antinoüs-beelden te vinden en de stad was een belangrijk centrum van de Antinoüscultus. Ter ere van hem werden jaarlijks de Antinoïsche Spelen georganiseerd.
De stad werd een Grieks-Romeins cultuurcentrum en de architectuur weerspiegelde zijn oorspronkelijke stichter en werd bestuurd door een president en een senaat. 
In later eeuwen (met name de derde en vierde eeuw) werd de stad bekend vanwege vele christelijke martelaren die er stierven. De link met het christendom werd gelegd doordat de stad werd gekoppeld aan een mythisch bezoek van de Heilige Familie aan Egypte. Op de plaats van de baby Jezus zou hebben willen drinken zou een bron zijn ontstaan (De bron van de Wolk) die ook thans nog de enige plek in de buurt is waar zoet water gevonden kan worden. 
De stad was rond 400 een belangrijke bestuurscentrum. 
In deze stad werden de meeste van de bekende papyri met stenografisch materiaal gevonden. Steno was handig in dit bestuurscentrum om de vele redevoeringen snel vast te leggen om ze later netjes uit te werken. Mogelijk werd stenografie niet door de Romeinse slaaf Tiro uitgevonden, maar al eerder in Antinoöpolis.